# 小泉梓
小泉 梓（こいずみ あずさ、1987年1月11日 - ）は、日本の女性ファッションモデル。千葉県銚子市出身。スターレイプロダクションに所属していた。

## 略歴
スカウトを機に16歳からモデル業を始動。2008年まで雑誌『Cawaii』の専属モデルを担い、2010年、10月に至るまで『Ray』のレギュラーモデルとして活動。
2011年に『JELLY』の3号連続オーディション企画「ジェリガオーディション」にて3000名以上の候補者をわけてグランプリの座を獲得。以後およそ2年間にわたって同誌の専属モデルを務め、2013年の5月号をもって同誌を卒業。同時に『BLENDA』へ移籍、同年5月号から休刊号となった2014年9月号まで同誌の専属モデルとして活躍した。
そうした傍ら2012年には『週刊プレイボーイ』で男性誌上初の水着グラビアを披露。BLENDA休刊後の2014年9月には『週刊ヤングマガジン』43号で表紙と巻頭グラビアを飾り、同年12月に自身初の写真集を発表している。2014年3月からはイメージDVDも発表しているが、2015年5月20日の『AZU MODE』を以って卒業している。

## 人物
2016年1月11日に結婚。同年8月11日に第1子男児、2019年5月に第2子女児を出産した。

## 作品

### 映像作品
1. azusa's closet（2014年3月26日、イーネット・フロンティア）
2. AZU Style（2014年10月20日、ラインコミュニケーションズ）
3. AZU MODE（2015年5月20日、ラインコミュニケーションズ）

## 出演

### ランウェイ
- 神戸コレクション
- ガールズアワード
- クラウディア

### CM
- 『SHARP「SH-02B」TV-CM2』（NTTドコモ、2009年）
- 『ハッピーブーツコレクション』（ABCマート、2010年） 共/山本美月、梅田えりか、江原美優、紺野ゆり[12]

### TV
- 野望応援バラエティ ノブナガ（CBCテレビ、2014年7月19日）
- 今夜くらべてみました（日本テレビ、2014年7月29日） 「怪しい女の部屋くらべSP」に同事務所の宮城舞と共にゲスト出演[13]
- 鎧美女（フジテレビONE、2015年9月22日放送分、第6回豊臣秀吉の甲冑）

### その他
- スチール広告：VIDAL SASSON Styling Series (2009年より)
- カタログモデル:Ravijour[14]
- ミュージックビデオ：「TASUKI」（若旦那、2011年10月26日発売）共/廣瀬麻伊、根本弥生、荒木さやか、斉藤夏海、峯村優衣、八鍬里美[15]

## 書籍

### 雑誌
- BLENDA（角川春樹事務所）
- JELLY（ぶんか社）
- Ray（主婦の友社）
- Cawaii!（主婦の友社）

### 写真集
- My name is AZUSA…（2014年12月1日、講談社）